# Strážnice
Strážnice är en stad i Tjeckien.   Den ligger i regionen Södra Mähren, i den sydöstra delen av landet, 250 km sydost om huvudstaden Prag. Strážnice ligger 180 meter över havet och antalet invånare är 5 900.
Terrängen runt Strážnice är platt åt nordväst, men åt sydost är den kuperad.Runt Strážnice är det ganska glesbefolkat, med 40 invånare per kvadratkilometer. Närmaste större samhälle är Hodonín, 14,6 km väster om Strážnice. Trakten runt Strážnice består till största delen av jordbruksmark.